# Grupa Łysiny

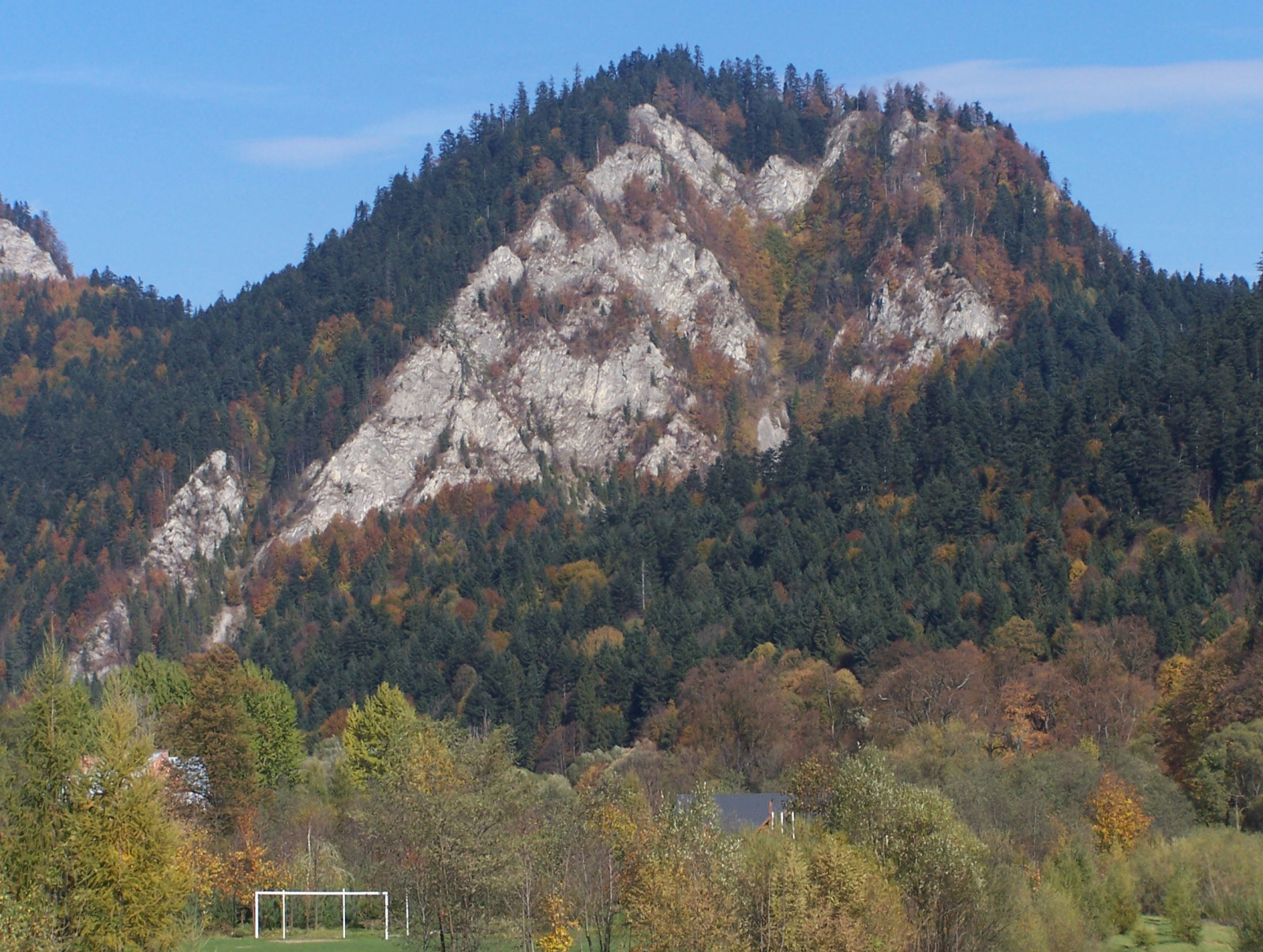
Od lewej:Przełęcz Wyżni Łazek, Łysina, Facimiech

Grupa Łysiny – dwa szczyty wchodzące w skład Masywu Trzech Koron w Pieninach Właściwych: Łysina (792 m) i Klejowa Góra (579 m). Najbliżej Trzech Koron należących również do tego masywu znajduje się Łysina, oddzielona od Trzech Koron przełęczą Wyżni Łazek.
Grupa Łysiny tworzy wydłużony półwysep, który z trzech stron opływany jest przez wody Dunajca, tworzącego tutaj słynny Pieniński Przełom Dunajca. Łysina do Dunajca opada stromymi wapiennymi ścianami o wysokości około 330 m. Ich górna część to Facimiech, dolna to Ostra Skała i Grabczychy (Wyżnia i Niżnia Grabczycha). Pozostałe ich zbocza, a także cała Klejowa Góra są porośnięte lasem.
Cała grupa Łysiny znajduje się na obszarze Pienińskiego Parku Narodowego i z wyjątkiem polany Wyżni Łazek (przez którą przechodzi szlak turystyczny) stanowi rejon nieudostępniony do turystycznego zwiedzania.